# Iglesia de Nuestra Señora de la Encarnación (Tabernas)
La iglesia de Nuestra Señora de la Encarnación es un templo católico con más de 500 años de antigüedad ubicado en la localidad almeriense de Tabernas, Andalucía, España. Se encuentra situada en el centro de la localidad y destaca por su gran campanario.
Su planta tiene una forma rectangular y una superficie de 1200 metros cuadrados. El techo ostenta vigas de madera a la vista. Tiene dos accesos, uno que da a la glorieta y el otro es conocido por la puerta de los Perdones y que queda en la plaza José Bellver. Entrando por esta, al fondo de la iglesia se encuentra el altar mayor con la imagen de la virgen de las Angustias que es la patrona de la localidad y la Virgen del Carmen.
Al entrar por la Puerta de los Perdones, a mano izquierda hay una pequeña capilla donde está el Sagrario. En los laterales encontramos imágenes de la virgen de los Dolores, la virgen de la Esperanza, Nuestro Padre Jesús y otras muchas más que salen en procesión en Semana Santa por las calles del pueblo.
Bien de Interés Cultural, la iglesia de Nuestra Señora de la Encarnación de Tabernas está catalogada con la categoría de Monumento, y así aparece publicado en el BOE en el año 1982.